# I Have a Dream (ABBA)
I Have a Dream is een nummer van de Zweedse popgroep ABBA, afkomstig van hun album Voulez-Vous. Anni-Frid Lyngstad neemt de zangpartijen voor haar rekening. I Have a Dream was het laatste nummer van ABBA uit de jaren 1970, het decennium waarin de groep meer commercieel succes behaalde dan elke andere act over de hele wereld.

## Achtergrondinformatie
I Have a Dream is het enige ABBA-nummer dat behalve zang van de vier leden een groot kinderkoor laat horen. Het nummer had eerst de titels I Know a Song en Take Me in Your Armpit en speelt ook een belangrijke rol in de musical Mamma Mia!.
Er bestaat speculatie over de vraag of I Have a Dream wel gepland stond als single-uitgave. Er waren al drie singles gehaald van het album Voulez-Vous en het enige andere album van ABBA waar vier singles van kwamen was ABBA uit 1975. Ook was intussen al het nummer Gimme! Gimme! Gimme! (A Man After Midnight) uitgebracht, dat niet op het album stond. Het gerucht gaat daarom dat het nummer alleen werd uitgebracht vanwege extra verkopen vanwege de kersttijd en de tournee die ABBA in 1979 hield. Wel werd er een Spaanse versie gemaakt, zoals bij de laatste singles gebruikelijk was: Estoy Soñando. Bij deze versie werd, in tegenstelling tot de Engelse versie, een videoclip gemaakt. Deze clip werd op dezelfde dag geschoten als de clip voor Gimme! Gimme! Gimme!. De leden dragen in beide clips zelfs dezelfde kleren. Voor de Engelse versie I Have a Dream werd uiteindelijk een live-optreden gebruikt als promotiemateriaal.
De B-kant van het nummer was een live-uitvoering van de eerdere single Take a Chance on Me.
Over de gehele wereld werd het nummer een grote hit. In Nederland werd I Have a Dream ABBA's tweede nummer 1-hit van het album, na Chiquitita. Ook in België, Canada, Australië en Zwitserland belandde het nummer op de eerste plaats. In Ierland, het Verenigd Koninkrijk, Zuid-Afrika en Duitsland werd het nummer een top 5-hit.

## Hitnotering
| "I Have a Dream" in de Nederlandse Top 40 binnen: 15-12-1979 | "I Have a Dream" in de Nederlandse Top 40 binnen: 15-12-1979 | "I Have a Dream" in de Nederlandse Top 40 binnen: 15-12-1979 | "I Have a Dream" in de Nederlandse Top 40 binnen: 15-12-1979 | "I Have a Dream" in de Nederlandse Top 40 binnen: 15-12-1979 | "I Have a Dream" in de Nederlandse Top 40 binnen: 15-12-1979 | "I Have a Dream" in de Nederlandse Top 40 binnen: 15-12-1979 | "I Have a Dream" in de Nederlandse Top 40 binnen: 15-12-1979 | "I Have a Dream" in de Nederlandse Top 40 binnen: 15-12-1979 | "I Have a Dream" in de Nederlandse Top 40 binnen: 15-12-1979 | "I Have a Dream" in de Nederlandse Top 40 binnen: 15-12-1979 | "I Have a Dream" in de Nederlandse Top 40 binnen: 15-12-1979 | "I Have a Dream" in de Nederlandse Top 40 binnen: 15-12-1979 |
| Week                                                         | 1                                                            | 2                                                            | 3                                                            | 4                                                            | 5                                                            | 6                                                            | 7                                                            | 8                                                            | 9                                                            | 10                                                           | 11                                                           |                                                              |
| ------------------------------------------------------------ | ------------------------------------------------------------ | ------------------------------------------------------------ | ------------------------------------------------------------ | ------------------------------------------------------------ | ------------------------------------------------------------ | ------------------------------------------------------------ | ------------------------------------------------------------ | ------------------------------------------------------------ | ------------------------------------------------------------ | ------------------------------------------------------------ | ------------------------------------------------------------ | ------------------------------------------------------------ |
| Nummer                                                       | 20                                                           | 14                                                           | 3                                                            | 1                                                            | 1                                                            | 1                                                            | 2                                                            | 5                                                            | 8                                                            | 15                                                           | 24                                                           | uit                                                          |

| "I Have a Dream" in de Nederlandse Single Top 100 binnen: 22-12-1979 | "I Have a Dream" in de Nederlandse Single Top 100 binnen: 22-12-1979 | "I Have a Dream" in de Nederlandse Single Top 100 binnen: 22-12-1979 | "I Have a Dream" in de Nederlandse Single Top 100 binnen: 22-12-1979 | "I Have a Dream" in de Nederlandse Single Top 100 binnen: 22-12-1979 | "I Have a Dream" in de Nederlandse Single Top 100 binnen: 22-12-1979 | "I Have a Dream" in de Nederlandse Single Top 100 binnen: 22-12-1979 | "I Have a Dream" in de Nederlandse Single Top 100 binnen: 22-12-1979 | "I Have a Dream" in de Nederlandse Single Top 100 binnen: 22-12-1979 | "I Have a Dream" in de Nederlandse Single Top 100 binnen: 22-12-1979 | "I Have a Dream" in de Nederlandse Single Top 100 binnen: 22-12-1979 | "I Have a Dream" in de Nederlandse Single Top 100 binnen: 22-12-1979 | "I Have a Dream" in de Nederlandse Single Top 100 binnen: 22-12-1979 | "I Have a Dream" in de Nederlandse Single Top 100 binnen: 22-12-1979 |
| Week                                                                 | 1                                                                    | 2                                                                    | 3                                                                    | 4                                                                    | 5                                                                    | 6                                                                    | 7                                                                    | 8                                                                    | 9                                                                    | 10                                                                   | 11                                                                   | 12                                                                   |                                                                      |
| -------------------------------------------------------------------- | -------------------------------------------------------------------- | -------------------------------------------------------------------- | -------------------------------------------------------------------- | -------------------------------------------------------------------- | -------------------------------------------------------------------- | -------------------------------------------------------------------- | -------------------------------------------------------------------- | -------------------------------------------------------------------- | -------------------------------------------------------------------- | -------------------------------------------------------------------- | -------------------------------------------------------------------- | -------------------------------------------------------------------- | -------------------------------------------------------------------- |
| Nummer                                                               | 10                                                                   | 2                                                                    | 3                                                                    | 2                                                                    | 1                                                                    | 2                                                                    | 3                                                                    | 7                                                                    | 7                                                                    | 18                                                                   | 33                                                                   | 39                                                                   | uit                                                                  |

### NPO Radio 5 Evergreen Top 1000
| Evergreen Top 1000 "I Have A Dream" | Evergreen Top 1000 "I Have A Dream" | Evergreen Top 1000 "I Have A Dream" | Evergreen Top 1000 "I Have A Dream" | Evergreen Top 1000 "I Have A Dream" | Evergreen Top 1000 "I Have A Dream" | Evergreen Top 1000 "I Have A Dream" | Evergreen Top 1000 "I Have A Dream" | Evergreen Top 1000 "I Have A Dream" | Evergreen Top 1000 "I Have A Dream" | Evergreen Top 1000 "I Have A Dream" | Evergreen Top 1000 "I Have A Dream" | Evergreen Top 1000 "I Have A Dream" | Evergreen Top 1000 "I Have A Dream" | Evergreen Top 1000 "I Have A Dream" | Evergreen Top 1000 "I Have A Dream" | Evergreen Top 1000 "I Have A Dream" |
| Jaar                                | 2008                                | 2009                                | 2010                                | 2011                                | 2012                                | 2013                                | 2014                                | 2015                                | 2016                                | 2017                                | 2018                                | 2019                                | 2020                                | 2021                                | 2022                                | 2023                                |
| ----------------------------------- | ----------------------------------- | ----------------------------------- | ----------------------------------- | ----------------------------------- | ----------------------------------- | ----------------------------------- | ----------------------------------- | ----------------------------------- | ----------------------------------- | ----------------------------------- | ----------------------------------- | ----------------------------------- | ----------------------------------- | ----------------------------------- | ----------------------------------- | ----------------------------------- |
| Positie                             | 14                                  | 7                                   | 3                                   | 3                                   | 2                                   | 26                                  | 12                                  | 53                                  | 52                                  | 77                                  | 141                                 | 156                                 | 175                                 | 123                                 | 135                                 | 142                                 |

### NPO Radio 2 Top 2000
| Nummer met noteringen in de NPO Radio 2 Top 2000 | '99 | '00 | '01 | '02 | '03 | '04 | '05 | '06 | '07 | '08 | '09 | '10 | '11 | '12 | '13 | '14 | '15 | '16 | '17 | '18 | '19 | '20 | '21 | '22 | '23 | '24 |
| ------------------------------------------------ | --- | --- | --- | --- | --- | --- | --- | --- | --- | --- | --- | --- | --- | --- | --- | --- | --- | --- | --- | --- | --- | --- | --- | --- | --- | --- |
| I Have a Dream                                   | 288 | 607 | -   | 650 | 416 | 362 | 268 | 395 | 198 | 309 | 447 | 416 | 511 | 707 | 860 | 784 | 752 | 810 | 949 | 797 | 861 | 834 | 632 | 707 | 647 | 656 |

1. ↑  Een '-' betekent dat het nummer niet was genoteerd en een vetgedrukt getal geeft de hoogste notering aan.

## Trivia
- Het nummer is onderdeel van de musical Mamma Mia! als terugkerend thema gezongen door de hoofdpersoon Sophie. Ook is het nummer te horen in de trailer voor de film Mamma Mia, waarin het gezongen wordt door Amanda Seyfried. In de musical wordt het nummer gezongen alsof Sophie droomt over haar echte vader die naar haar bruiloft komt wanneer ze drie uitnodigingen verstuurt naar de mogelijke kandidaten.
- Aan het einde van 1999 scoort de Ierse boyband Westlife met een cover van dit nummer. Het vormt dan een dubbele A-kant met hun eigen nummer Flying without wings en bereikt in januari 2000 de 19e positie als hoogste notering in de Nederlandse top 40.

- MusicBrainz release group: d2cbb50e-53a6-3313-9574-c37f9cfc75d8
- MusicBrainz work: d4de917c-89fa-3d97-8df3-79c6e0e5847c